# Mlinare
Mlinare (nemško Müllnern) je naselje v Občini Bekštanj v Okraju Beljak-dežela na Koroškem v Avstriji.